# 保安観察法
保安観察法（ほあんかんさつほう）とは、「特定犯罪」を犯した者に対し、再犯の危険性を予防するとともに、健全な社会復帰を促進するために、保安観察処分を行うことで、国家の安全と社会の安寧を維持するために作られた韓国の法律である。全文は27条と附則から構成される。
この法律は、国家保安法の補完を目的とする『社会安全法』（しゃかいあんぜんほう、사회안전법）として、韓国の朴正煕政権（維新体制）が1975年7月16日に制定したものである。当初の規定では、国家保安法違反で刑期を終えても、転向していない場合には無期限に刑期を延長できるとされた（非転向長期囚）。しかし、1989年6月16日に、法律第4132号によって『保安観察法』へと法名が変更され、同時に条文が全文改定された。直近では、2007年5月17日に、法律第8435号によって第7次改定が為されている。
この法律は日本の思想犯保護観察法を参考にして制定されたとされる。

## 内容
- この法において、保安観察の対象となる者（保安観察対象者）とは、保安観察該当犯罪またはそれと競合する犯罪で禁錮以上の刑を宣告され、その刑期の合計が3年以上ある者のうち、刑の全部または一部の執行を受けた事実がある者を指す（3条）。
- 保安観察処分は、保安観察対象者の中で、保安観察該当犯罪を再び犯す危険性があると認定するに充分な理由があり、再犯防止のために観察が必要と判断された者に対して為される（4条(1)）。保安観察処分を受けた者は、居住地を管轄する警察署長に申告し、再犯防止に必要な範囲内ではその指示に従い、保安観察を受けなくてはならない（4条）。
- 保安観察の処分期間は2年までとされ（5条(1)）、保安観察の処分請求は検事が保安観察の処分請求書を法務部長官に提出することで行われる（8条(1)）。法務部長官は、保安観察処分対象者の中で、遵法精神が確立され、一定の住居と生業があり、かつ身元保証がある者に対しては、保安観察処分の免除を決定することができる（11条）。
- 保安観察処分に関する事項を審議・議決するため、法務部に保安観察処分審議委員会を設置する（12条）。保安観察処分に関する決定は委員会の議決を経て、法務部長官が行う（14条）。保安観察処分の執行は、検事が指揮する（17条）。
- 被保安観察者は、保安観察の処分決定の告知を受けた日から7日以内に、住居地を管轄する地区隊（以前は発出所、日本の交番に該当）または派出所（一部地域に存在）の長を通じて、管轄の警察署長に申告しなければならない（18条-(1)）。検事及び司法警察官吏は、被保安観察者の再犯を防止し、健全な社会復帰を促進するために、必要な指導や措置をとることができ、適切な保護や救護を行うことができる（19条-(1)）。
- この法に基づく法務部長官の決定を受けた者が、その決定に異議がある場合は、行政訴訟法の定めるところにより、その決定が執行された日から60日以内に、ソウル高等法院（高等裁判所）へ訴えを提起することができる(23条)。保安観察処分の執行中止決定が為された場合か、懲役・禁錮・拘留・労役場（Workhouse、教護院）留置或いは社会保護法による監護執行中である場合には、保安観察の処分期間はその進行を停止される（25条-(2)）。
- 保安観察処分を審議・議決するため、国防部に軍保安観察処分審議委員会を設置する（26条-(1)）。

## 法律全文
- 韓国語版（考試界社）（2002.1.26法律第6627号）
- 日本語訳 - ウェイバックマシン（2001年4月18日アーカイブ分）（1991.11.22法律第4396号）